# کرگدن سیاه غربی
کرگدن سیاه غربی (نام علمی: Diceros bicornis longipes) نام یک زیرگونه از گونه کرگدن سیاه است. که منقرض شده‌است.